# Yo, argentino
«Yo, argentino» es un modismo propio de la Argentina, en el que el interlocutor que lo pronuncia declara no involucrarse en cuestiones de principios, al estar en juego otros intereses de tipo más tangible o inmediato. Enunciado siempre en primera persona, se lo utiliza usualmente como sinónimo de yo no me meto, o bien con un significado cercano al de yo no tengo nada que ver, o yo no me hago responsable –ya sea de un acontecimiento sucedido o por suceder– expresando en este último caso un sentimiento equivalente al del lavado de manos de Poncio Pilato.
La expresión de origen argentino, con idéntico significado, también es utilizada en Uruguay.

## Ejemplos
- A: No digas nada.
- B: Yo, argentino.

- A: ¿Quién hizo todo este desastre en la cocina?
- B: Yo, argentino.

## Orígenes
Existen diferentes versiones que sitúan la aparición de la frase en Buenos Aires, en las dos primeras décadas del siglo XX.
La profesora de Historia Ema Cibotti refiere que la frase era gritada por los trabajadores a principios del siglo XX, cuando eran arrestados por la policía bajo el imperio de la "Ley de Residencia" (n° 4144, sancionada en 1902), dictada por Miguel Cané, que permitía la deportación de extranjeros con tan solo una orden policial.
Una versión del origen de la frase fue dada por el filólogo y periodista argentino Héctor Zimmerman en su libro Tres mil historias de frases y palabras que decimos a cada rato. Según Zimmerman, la frase fue creada por miembros de clase alta en Europa, sorprendidos por la Primera Guerra Mundial (1914-1918), frente a la cual Argentina se declaró neutral y reacios a cruzar el Atlántico para regresar, debido al peligro de que el buque fuera atacado. En esa situación Zimmerman dice que ante cualquier dificultad que se les presentaba con las autoridades de los países en pugna, exhibían su pasaporte acompañado de la frase "Yo, argentino".
Una versión cercana a la de Zimmerman, sostiene que el presidente Yrigoyen repetía habitualmente la frase para hacer referencia a la neutralidad argentina.
En 2002 el rabino Daniel Goldman atribuyó el origen de la frase a la comunidad judía durante los pogroms (matanzas de judíos) realizados en la Semana Trágica de 1919, durante el gobierno de Hipólito Yrigoyen. Según Goldman la frase era usada por hombres, mujeres y niños judíos ante las hordas de las guardias blancas parapoliciales que atacaron los barrios de Once y Villa Crespo, para salvar la vida.
Con el tiempo la expresión fue motivo de chistes y monólogos en los teatros de revistas, y pasada la guerra quedó como declaración de prescindencia.
En la canción «La argentinidad al palo», compuesta por la banda de rock Bersuit Vergarabat y perteneciente al álbum del mismo nombre de 2004; recrea esta expresión, que suele llevar la cultura argentina: